# Засядко, Владимир Алексеевич
Владимир Алексеевич Засядко (24 апреля 1919, Харьков — 1 марта 1944, Петрово, Кировоградская область) — начальник артиллерии 209-го гвардейского стрелкового полка 73-й гвардейской Сталинградской стрелковой дивизии 7-й гвардейской армии Степного фронта, гвардии старший лейтенант, Герой Советского Союза. Награждён орденом Ленина, орденом Красного Знамени, орденом Отечественной войны I-й степени.

## Биография
Родился 24 апреля 1919 года в городе Харькове в семье рабочего. Украинец.
В 1932 году семья переехала в г. Семипалатинск к родственникам. Окончил местную школу №1 им. Н.Г. Чернышевского. С 1935 года жил в Алма-Ате, где окончил Казахский горно-металлургический институт.
С августа 1941 года служил в Красной Армии. Окончил в 1942 году Алма-Атинское военное пехотное училище. С марта 1942 года — на фронтах Великой Отечественной войны, в том же году вступил в ВКП(б).
25 сентября 1943 года начальник артиллерии 209-го гвардейского стрелкового полка гвардии старший лейтенант Владимир Засядко во время сражений за Днепр в районе села Бородаевка (Верхнеднепровский район Днепропетровской области Украинская ССР) смог осуществить на подручных средствах переправу личного состава артиллерийских батарей с материальной частью. 26-27 сентября артиллеристы под его командованием смогли отбить 8 контратак противника и нанесли большой урон в живой силе и технике. 16 октября они способствовали освобождению восточной части села Бородаевки.
26 октября 1943 года Указом Президиума Верховного Совета СССР за образцовое выполнение боевых заданий командования на фронте борьбы с немецко-фашистскими захватчиками и проявленные при этом мужество и героизм гвардии старшему лейтенанту Засядко Владимиру Алексеевичу было присвоено звание Героя Советского Союза с вручением ордена Ленина и медали «Золотая Звезда» (№ 1364).
1 марта 1944 года во время боёв в Кировоградской области Владимир Засядко получил смертельное ранение. Был похоронен в посёлке городского типа Петрово Кировоградской области.